# Paul Riebesell
Paul Riebesell (* 9. Juni 1883 in Hamburg; † 16. März 1950 in Hamburg) war ein deutscher Versicherungsmathematiker und Präsident der Hamburger Feuerkasse. 

## Leben

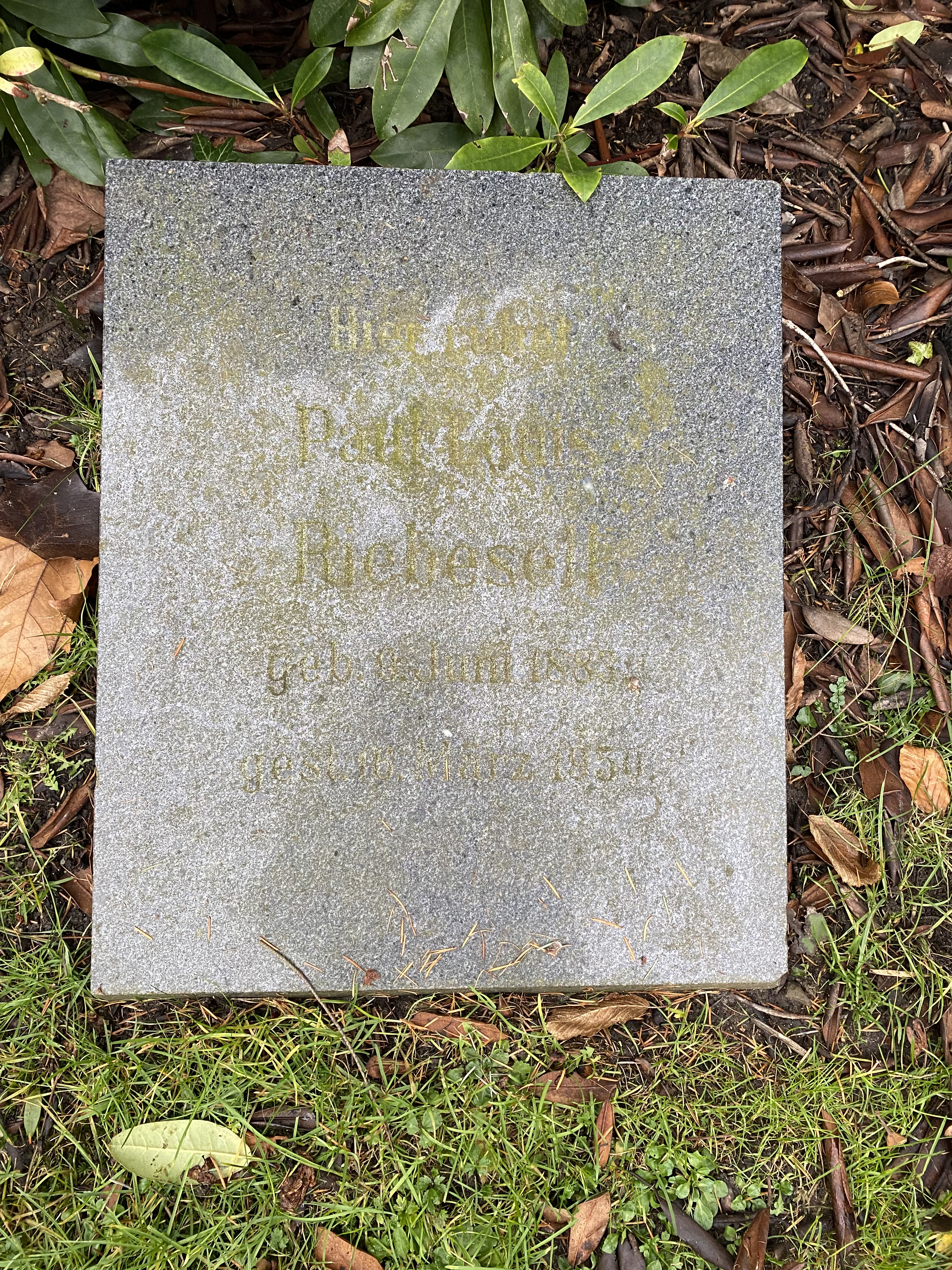
Grabstätte auf dem Friedhof Ohlsdorf

Riebesell studierte Mathematik und Naturwissenschaften an der Ludwig-Maximilians-Universität München und der Christian-Albrechts-Universität zu Kiel. Nach der Staatsprüfung für das Lehramt an höheren Schulen promovierte er dort 1905 bei Paul Stäckel. Seit 1901 gehörte er der Münchener Burschenschaft Cimbria an und wurde später auch Alter Herr der Hamburger Burschenschaft Germania.
Ab 1909 war er Gymnasiallehrer in Hamburg-St. Georg. 1918 wurde er zweiter Direktor des Hamburger Jugendamtes und kümmerte sich um die Jugendverwahrlosung. Er verfasste einen Kommentar zum Jugendwohlfahrtsgesetz mit. Daneben befasste er sich mit der Relativitätstheorie Einsteins. Ab 1919 hatte er einen Lehrauftrag, von 1921 bis 1934 war er außerordentlicher Professor für Versicherungsmathematik und mathematische Statistik an der Universität Hamburg. 1923 bestellte ihn die Stadt Hamburg zum Direktor der Feuerkasse. 
Riebesell trat zum 1. Mai 1933 der NSDAP bei (Mitgliedsnummer 3.030.498). Im November 1933 unterschrieb er das Bekenntnis der deutschen Professoren zu Adolf Hitler. 1934 wurde er zum Präsidenten des Reichsverbandes der öffentlich-rechtlichen Versicherungen gewählt, 1937 verlor er dieses Amt aus politischen Gründen. 1938 wurde er Direktor einer Münchner Lebensversicherung (Isar AG). Auch war er von 1935 bis 1940 Honorarprofessor an der TH Berlin, ab 1935 an der Universität Berlin und ab 1938 an der Ludwig-Maximilians-Universität München. Nach 1945 holte die Stadt Hamburg ihn erneut als Präsidenten der Feuerkasse. 1948 war er Mitgründer der Deutschen Gesellschaft für Versicherungsmathematik und wurde ihr erster Vorsitzender.
Seine wissenschaftliche Leistung liegt vor allem in der Übertragung von versicherungsmathematischen Ansätzen der Lebensversicherung auf die Sachversicherung.
Paul Riebesell wurde auf dem Friedhof Ohlsdorf beigesetzt. Die Grabstätte liegt oberhalb der Cordesallee im Planquadrat O 8.

## Schriften
- Mathematische Statistik und Biometrik (1932, 1944)
- Mathematik des täglichen Lebens (1942, nach 1945 in der SBZ ausgesondert[7], 1948)
- Mithrsg.: Handbuch der Versicherung (Hamburg 1938)
- Einführung in die Sachversicherungsmathematik (1936)
- Die Relativitätstheorie im Unterricht (1926)
- Über die geometrischen Deutungen der Relativitätstheorie, Mitteilungen der mathematischen Gesellschaft 5 (1914), S. 130–140.
- Die Beweise für Relativitätstheorie, Naturwissenschaften 4 (1916), S. 97–101.
- Mathematik im Krieg (1916)
- Photogrammetrie in der Schule (1914)

## Einzelbelege
1. ↑  Paul Riebesell. In: Mathematics Genealogy Project. North Dakota State University, abgerufen am 6. August 2024.
2. ↑  Wilhelm Lorey: Paul Riebesell (9.6.1883 – 16.3.1950). In: Blätter der DGVFM. Band 1, 1951, S. 43–50.
3. ↑  Vorort Cassel der Vereinigung Alter Burschenschafter (Hrsg.): Verzeichnis der Alten Burschenschafter 1925/26, Verlag der Burschenschaftlichen Blätter, Frankfurt am Main 1926, S. 369.
4. ↑  Bundesarchiv R 9361-IX KARTEI/34791202
5. ↑  Freddy Litten: Die Carathéodory-Nachfolge in München 1938–1944
6. ↑  Dozenten an der Berliner Universität
7. ↑  Polunbi Nr. 3338

| Personendaten    | Personendaten                                    |
| ---------------- | ------------------------------------------------ |
| NAME             | Riebesell, Paul                                  |
| ALTERNATIVNAMEN  | Riebesell, Paul Louis                            |
| KURZBESCHREIBUNG | deutscher Mathematiker und Versicherungsfachmann |
| GEBURTSDATUM     | 9. Juni 1883                                     |
| GEBURTSORT       | Hamburg                                          |
| STERBEDATUM      | 16. März 1950                                    |
| STERBEORT        | Hamburg                                          |